# 牛山清人

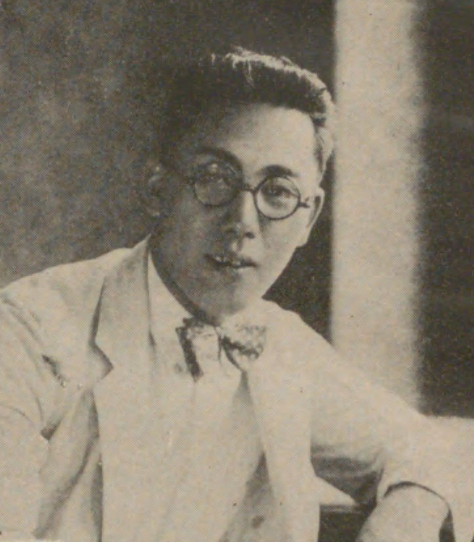
牛山清人

牛山 清人（うしやま きよと、1899年10月8日 - 1991年9月2日）は、日本の実業家。美容室、化粧品、美容学校などで知られるハリウッド (企業)グループの創業者。

## 経歴

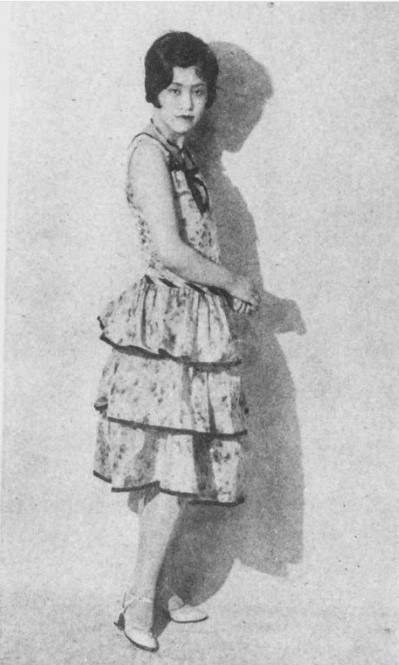
前妻の初代メイ牛山（牛山春子）

長野県諏訪市豊田小川の長野県士族牛山克躬・さわの夫婦の長男として生まれる。生まれてすぐ母親を亡くし、旧制諏訪中学（長野県諏訪清陵高等学校）を卒業後、1917年（大正6年）に父をたよって単身渡米、ハリウッド・ハイスクール卒業。ハリウッドで早川雪洲の弟子として働くも俳優としては芽が出ず、メイキャップ担当に転身。
滞米中に初代メイ牛山（牛山春子）と結婚し、1924年に帰国し妻とともに神田三崎町に美容室を開店、宣教師ポール・ラッシュの支援で開いた軽井沢店の成功で軌道に乗り、夫婦で銀座にハリウッド美容室、京橋に美容学校のハリウッド美容研究室（ハリウッド美容講習所）を開設。1929年には、春子とともに再び訪米する。
初代メイ牛山の春子と離婚後、春子の弟子だった17歳下のジュン牛山（本名・マサコ）と1939年に再婚し、メイ牛山の名を継承させる。1947年（昭和22年）諏訪商工会議所会頭、日本商工会議所国際委員長を併任する。1950年（昭和25年）ハリウッド美容専門学校校長に就任、93歳で没した。生長の家の熱心な信者でもあった。

## 家族
母親のさわのは上諏訪町長・藤原光蔵の娘、母の弟に藤原咲平、母の甥に新田次郎がいる。実弟に牛山吉次郎、その妻に牛山喜久子。前妻春子との間に長女・潤子、長男・牛山精一、次男・牛山重二、後妻マサコとの間に三男・牛山勝利、二女・ジェニー牛山、ジェニーの夫に山中祥弘（日南市油津出身、学校法人メイ・ウシヤマ学園理事長、ハリウッド大学院大学学長） 、勝利の岳父に朝吹四郎（朝吹常吉四男）。精一の長男に牛山直人（1961年生、テンプル大学日本校卒）

## 栄典
- 1971年（昭和46年） - 勲四等瑞宝章
- 1980年（昭和55年） - 紺綬褒章
- 1981年（昭和56年） - ロンドン勲章

## 著書
- 『モダン化粧室』寶文館、1931年
- 『美容師を志す人のために』ハリー・牛山, メイ・牛山（初代）共著、現人社、1933年
- 「ここに幸あり」ハリウッド 1974年